# Máximo (palatino)
Máximo (em latim: Maximus) foi um oficial bizantino do século VI, ativo durante o reinado do imperador Maurício (r. 582–602). Homem claríssimo e palatino dos assuntos privados, foi enviado no final de 598 à Sicília, talvez de Roma, por Cetego, para tratar de assuntos pessoais dele. Ele deve ter sido enviado à Itália de Constantinopla para coletar as receitas dos tributos privados.